# Hofball-Quadrille
Die  Hofball-Quadrille ist eine Quadrille von Johann Strauss (Sohn) (op. 116). Sie wurde am 7. Februar 1852 in der Wiener Hofburg erstmals aufgeführt.

## Einzelnachweis
1. ↑  Quelle: Englische Version des Booklets (Seiten 86–87) in der 52 CDs umfassenden Gesamtausgabe der Orchesterwerke von Johann Strauß (Sohn), Hrsg. Naxos (Label). Das Werk ist als fünfter Titel auf der 32. CD zu hören.